# Кварталова, Антонина Ивановна
Антонина (Нина) Ивановна Кварталова (17 февраля (1 марта) 1883 — ?) — русская и советская актриса театра.
Родилась в семье актёра И. Г. Кварталова, сестра также была актрисой (под фамилией Кварталова-Пальмина).
Училась в Московском театральном училище.
В 1895 году дебютировала в московском театре «Скоморох». Исполнение роли Анюты в пьесе «Власть тьмы» произвело впечатление на публику, в частности писательница Р. М. Хин отметила в дневнике: «Она меня пленила. Внешность, манеры, голос — детские, при этом совершенно деревенская наивность, доброта и чистота каким-то образом уцелевшая в хаосе самого грубого невежества и дикарского разврата; интонация, жесты, мимика — все бесподобно. Если даже эту прелестную девочку и „насвистали“, как выражаются актеры, то у нее все-таки большой талант».
В 1896—1898 годах служила в московском театре Корша.
Далее до 1936 года играла в провинциальных театрах (Ярославля, Казани, Киева, Нижнего Новгорода, Самары, Харькова и др.). При этом по свидетельству актрисы В. П. Веригиной, гастролировавшей с Кварталовой в 1910 году, с отвращением относилась к работе на провинциальной сцене.
В 1900—1902 годах служила в антрепризных труппах в Вильне. Мемуаристка А. Я. Бруштейн вспоминала: «В бенефис Кварталовой была показана переводная мелодрама Фосса „Ева“ с Кварталовой в заглавной роли. <…> Этот мелодраматический навар, которым театры и то время так же охотно угощали зрителей, как чеховская Зюзюшка в „Иванове“ угощает своих гостей крыжовенным вареньем, Кварталова облагораживала свойственным ей мягким, искренним выражением скрытого страдания».
Работала также в Бакинском театре. В 1946 году в этом театре отметила 50-летие сценической деятельности. Получила звание заслуженной артистки Азербайджанской ССР.